# Baek Ji-hoon
Baek Ji-hoon (* 28. Februar 1985 in Sacheon) ist ein ehemaliger südkoreanischer Fußballspieler.
Mit neun Jahren begann Baek das Fußballspielen und schon mit zehn kam er auf eine spezielle Förderschule in Jinju. In seiner Zeit auf der High School in Andong kam er dann zu seinen ersten nationalen Einsätzen in der U19-Auswahl.
Nach der Schulzeit spielte der Mittelfeldspieler dann auch sofort beim koreanischen Erstligaverein Chunnam Dragons, kam zu drei Einsätzen und spielte regelmäßig für die Reserve. Im nächsten Jahr konnte er seine Position festigen und national konnte er sich ebenfalls durchsetzen: In der U20 und dann der U21 war er nicht nur Stammspieler, sondern wurde zum Mannschaftskapitän ernannt.
Im Jahr 2005 wechselte in der Liga zum FC Seoul, wo er in über der Hälfte der Ligaspiele zum Einsatz kam, und kam am 7. August auch zu seinem ersten Einsatz in der A-Nationalmannschaft Südkoreas. Baek Ji-hoon und sein Vereinskamerad Park Chu-young waren außerdem die beiden jüngsten Spieler im Aufgebot Südkoreas für die Fußball-Weltmeisterschaft 2006 in Deutschland.
Nach der Weltmeisterschaft wechselte Baek zu Suwon Samsung Bluewings. Dort kam er in den folgenden Jahren in der Hälfte der Spiele zum Einsatz. In der Spielzeit 2008 gewann er mit seiner Mannschaft die südkoreanische Meisterschaft. In den Jahren 2012 und 2013 wurde er zum Militär eingezogen und spielte für den dortigen Klub Sangju Sangmu Phoenix, mit dem er am Ende der Saison 2012 aus der K League abstieg und den sofortigen Wiederaufstieg schaffte. Nach einer Spielzeit bei Ulsan Hyundai kehrte er Anfang 2015 zu den Bluewings zurück. Anfang 2017 schloss er sich Seoul E-Land FC in der K League 2 an, ehe er im Jahr 2008 bei Lee Man FC in Hongkong anheuerte. Dort beendete er im Jahr 2019 seine Karriere.